# Киселёв, Владимир Николаевич
Владимир Николаевич Киселёв (род. 3 августа 1958 года, Владимир, Владимирская область) — российский политический и государственный деятель. Сенатор Российской Федерации от Законодательного Собрания Владимирской области (с 22 сентября 2023 года). Вошёл в комитет Совета Федерации по бюджету и финансовым рынкам. Занимал должность председателя Законодательного собрания Владимирской области с 18 марта 2009 года по 22 сентября 2023 года.
Секретарь Владимирского регионального отделения партии «Единство» (2000 — 2001 гг)
Секретарь Владимирского регионального отделения партии «Единая Россия» (2001—2010 гг) и (2018 — 2021 гг).

## Биография
Владимир Киселёв родился в городе Владимире 3 августа 1958 года.
Получил диплом о высшем образовании, окончив Владимирский политехнический институт, получил квалификацию «Инженер-конструктор-технолог радиоаппаратуры».
В 1975 году трудоустраивается на своё первое рабочее место учеником слесаря - механика на Владимирский завод «Электроприбор».
В 1976 году был призван в ряды Советской Армии, проходил срочную службу до 1978 года в одном из подразделений Воздушно-десантных войск СССР.
В 1978 году вернулся на завод «Электроприбор» и до 1982 года работал там регулировщиком радиоаппаратуры.
В 1982 году был избран секретарём комитета ВЛКСМ завода «Электроприбор»
С 1984 по 1987 год работал в должности первого секретаря Владимирского горкома ВЛКСМ.
С 1985 по 1989 год был избран депутатом Владимирского городского Совета народных депутатов.
С 1987 по 1989 год работал в должности заведующего организационным отделом Октябрьского райкома КПСС г Владимира.
С 1989 по 2002 год руководил различными предприятиями в г. Владимире. 
В 2002 году перешёл на работу в органы муниципальной власти, назначен на должность первого заместителя Главы города Владимира, отвечал за развитие сфер экономики г Владимира.
Победив на муниципальных выборах, был переведён на должность заместителя председателя Владимирского городского Совета народных депутатов. Создал Владимирский ипотечный Фонд и являлся председателем Правления Фонда.
В 2004 году одержал победу на выборах в Законодательное Собрание Владимирской области, стал работать в должности первого заместителя председателя.
В марте 2009 года вновь был избран депутатом Законодательного собрания Владимирской области. 18 марта 2009 года, на первом заседании Собрания, избран председателем. На протяжении трёх созывов работал в этой должности.
В сентябре 2023 года избран сенатором Российской Федерации от Законодательного Собрания Владимирской области.

## Семья
Женат, воспитывает троих детей.

## Награды и звания
- Медаль «За заслуги в проведении Всероссийской переписи населения»
- Благодарность Президента Российской Федерации
- Почётная грамота Совета Федерации Федерального Собрания Российской Федерации
- Орден Дружбы
- Почётная грамота Президента Российской Федерации